# 奈沙えりか
奈沙 えりか（なさ えりか 1988年1月14日 - ）は、日本の元タレントである。引退時は松竹芸能(東京)に所属していた。

## 来歴
奈良県出身、同志社女子大学卒業(2010年3月)。
大学在学中より関西を拠点に芸能活動を開始、『えりり』名義で2009年10月より『勇さんのびわ湖カンパニー』 (びわ湖放送、J:COM)を始め、関西地区の様々なテレビ、ラジオ、イベント等に出演した。
2012年12月に拠点を東京に移し、2013年4月から松竹芸能タレントスクール東京校に入校、それを機に芸名を『奈沙えりか』にする。2014年3月同スクールを卒業、松竹芸能の劇場出演のみならず、テレビのリポーター等も務めた。
2017年3月、J:COM茨城『ぶらっと茨城』の番組内において、結婚と芸能界引退を発表。自身のブログでも3月3日付けの投稿で同様の報告をした。芸能生活最後の仕事は『関東ゲラゲラSILVER』(松竹芸能新宿角座)と『角座でギンギンに喋り奈沙い！←祝！冠番組！』(ニコニコ生放送)であることも併せて発表された。
同年3月14日をもって芸能界を引退。
書道5段、秘書技能検定2級、ビジネス電話検定知識A級の資格を保持。
血液型：A型。身長：160cm。スリーサイズはB：78、W：59、H：87 靴サイズ 23cm

## 出演一覧

### テレビ
- 勇さんのびわ湖カンパニー（びわ湖放送、J:COM）2009年10月 - 2012年9月レギュラー(えりり名義で出演)[7]
- カリスマ添乗員平田進也さんと行く香港ツアー！！ (J:COM)リポーター
- 白球を追え！目指せ甲子園 (J:COM茨城) リポーター
- ぶらっと茨城（J：COM茨城）お出かけガールの一員として出演[2]
- 石川さん情報Live リフレッシュ（石川テレビ放送） 毎週水曜日「石川星人リターンズ」コーナーに石川星人NASAとして出演[8]
- ～週刊シティプロモーション～ご当地サタデー （J：COM）リポーター(不定期)

### ラジオ
- GO！GO！ユーストン（KBS京都ラジオ）レギュラー
- 佐々木清次の負けてたまるか (FMうじ) アシスタント
- Happy (E-Radio) 告知出演
- radio max (E-Radio) 告知出演
- 勇さんのU★TIME Cafe (E-Radio) 「おいしがうれしが伝え隊がやってくる！」コーナー出演

### 松竹芸能ライブ
- 笑いの決闘～引退覚悟～(2014年11月1日：松竹芸能新宿角座) - MC[9]

- 放課後キャンディー (松竹芸能新宿角座)(2014年8月7日[10] - 2016年12月21日[11])
- 関東ゲラゲラSILVER (松竹芸能新宿角座) - アシスタントMC(2015年4月14日[12] - 2017年3月14日[13])

### インターネット番組
- びわ経TV (YouTube) リポーター
- 角座でギンギンに喋り奈沙い！←祝！冠番組！ - ニコニコ生放送(2015年4月14日[14] - 2017年3月14日[15]) - 進行役

### CM
- びわ湖放送 環境CM(2010年)[16]
- 石川テレビXperiaインフォマーシャル

### 映画
- 夜中のおとむらい (スタジオシンリー) お江里役 (2010年12月26日：京都みなみ会館にて公開)[17]
- 四月珈琲 (スタジオシンリー) 珈琲店の店長役 (2013年4月29日：新立映劇にて公開)[18][19]

### イベント
- やすっこフェスタ2011 (2011年7月23日：平和堂アル・プラザ駐車場) 会場リポーター[20]
- ALL大津フェスタ2011 (2011年8月29日：滋賀ユーストン) MC[21]
- 「抱きしめてプロジェクト」 in 滋賀 抱きしめてBIWAKO (2011年11月6日：浜大津イベントステージ) MC[22]
- 他に大阪ガス、大阪モーターショー、住友林業、パナソニック等のイベントに出演[1]

### 舞台
- 吉本新喜劇が彦根にやってくる『彦根人情物語』 (2011年6月18日：ひこね市文化プラザ)  - イベント出演者役[23]で14時の回に出演
- 吉本新喜劇が彦根にやってくる2『黄門様、彦根を行く！』 (2012年6月9日：ひこね市文化プラザ) -  お藤役[24] 昼夜2公演出演

### モデル
- BIWAKO BEAUTY COLLECTIONヘアモデル(2010年9月20日：滋賀ユーストン) [25]
- 美容室『アレンジ』[26] 2011年春夏コレクション
- 神コレBEAUTY HAIR STYLE BOOK(2011年春夏コレクション)[27] - トリコ インダストリーズ